# Ecpetala camerunica
Ecpetala camerunica là một loài bướm đêm trong họ Geometridae.